# Station Dinant
Station Dinant is een spoorwegstation langs spoorlijn 154 (Namen - Dinant) in de stad Dinant.
De aanleg van de spoorlijn op de linkeroever van de Maas was de aanleiding voor de ontwikkeling van Dinant op beide rivieroevers. Voorheen lag de stad Dinant enkel op de rechteroever van de Maas.
Het eerste stationsgebouw werd in 1975 afgebroken om plaats te maken voor een nieuw, modern ogend gebouw. Twee beelden die op het dak van het eerste stationsgebouw stonden, staan nu op het perron van spoor 1 bij een gebouw van de TEC.
Sinds 1 maart 2024 zijn de loketten van dit station enkel in de week geopend tussen 7 en 10.15 uur.

## Treindienst
| Serie              | Treinsoort            | Route                                                                                               | Bijzonderheden                                                           |
| ------------------ | --------------------- | --------------------------------------------------------------------------------------------------- | ------------------------------------------------------------------------ |
| IC 17              | Intercity (NMBS)      | Brussels Airport-Zaventem – Brussel-Luxemburg – Namen – Dinant                                      | Rijdt in het weekend tussen Brussel-Zuid en Dinant.                      |
| L 6050             | L-trein (NMBS)        | Namen – Dinant – Bertrix – Libramont                                                                |                                                                          |
| P 7620/8620RE 8600 | Piekuurtrein (NMBS)   | [ Luxemburg – Virton ] / [ [ Aarlen – Virton – ] / [ Dinant – ] Libramont – [ Ciney ] ]             | Een rechtstreekse trein Aarlen - Libramont. Een trein Libramont - Ciney. |
| P 7660/8660        | Piekuurtrein (NMBS)   | Bertrix – Dinant – Namen                                                                            | Rijdt alleen op werkdagen.                                               |
| P 7680/8680RE 8650 | Piekuurtrein (NMBS)   | [ Bertrix – Dinant ] / [ Libramont – [ Virton – ] / [ Marbehan – ] Aarlen ] / [ Athus – Luxemburg ] | Een trein Aarlen - Virton - Libramont. Een trein Athus - Luxemburg.      |
| ICT 6975           | Toeristentrein (NMBS) | Dinant – Houyet                                                                                     | Rijdt van eind mei tot eind september.                                   |

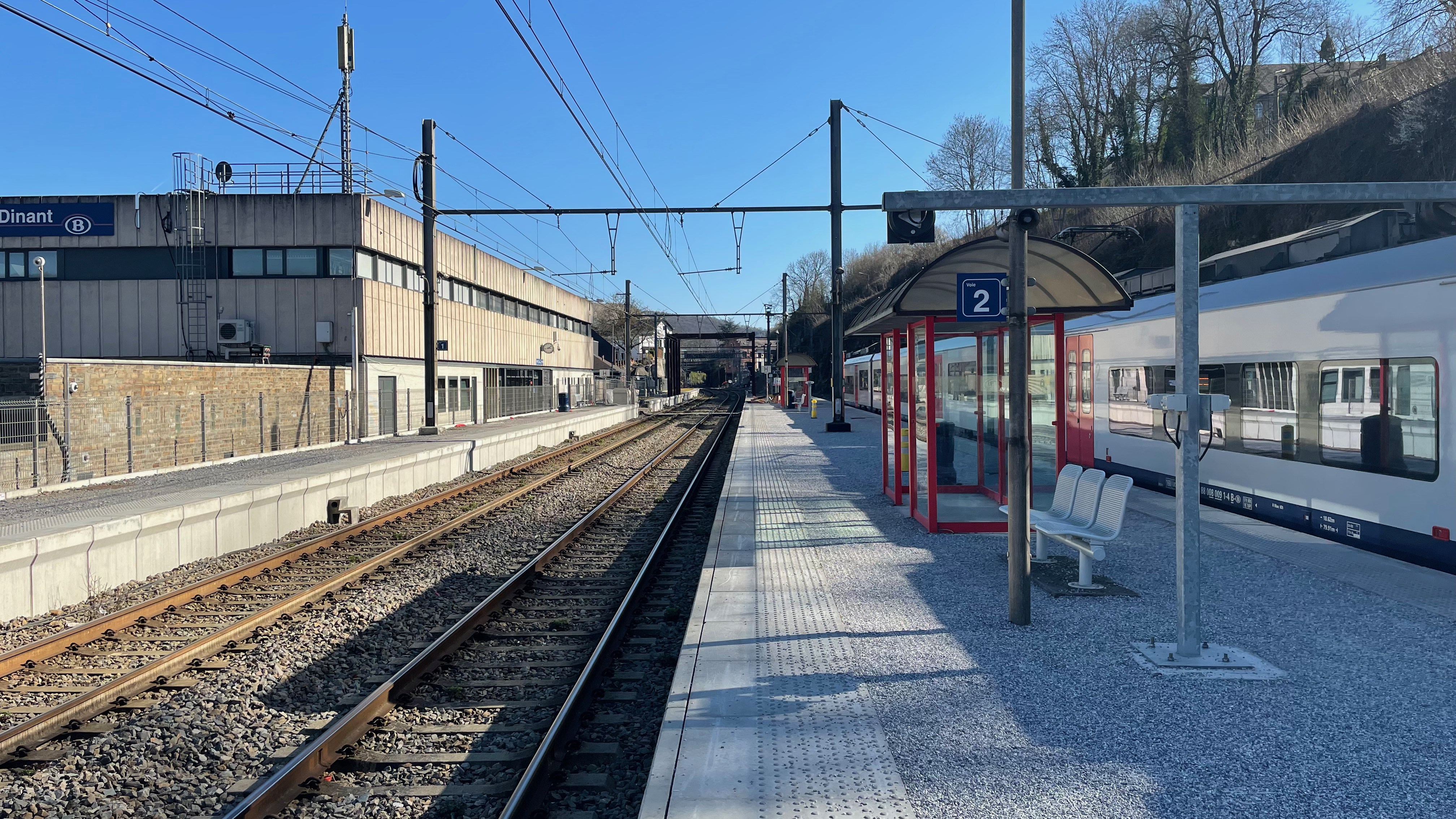
Zicht op het perron
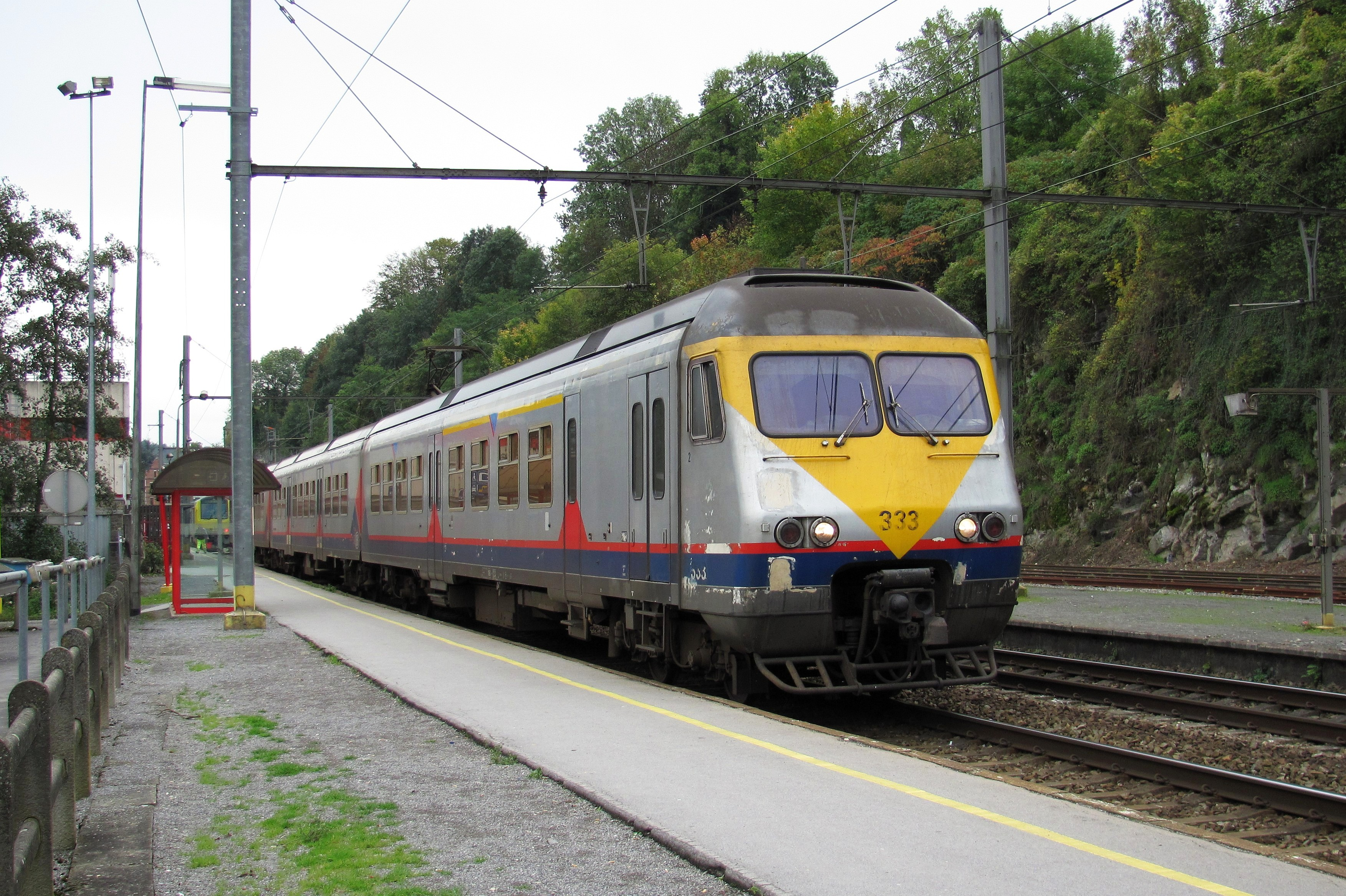
IC M naar Brussel-Zuid
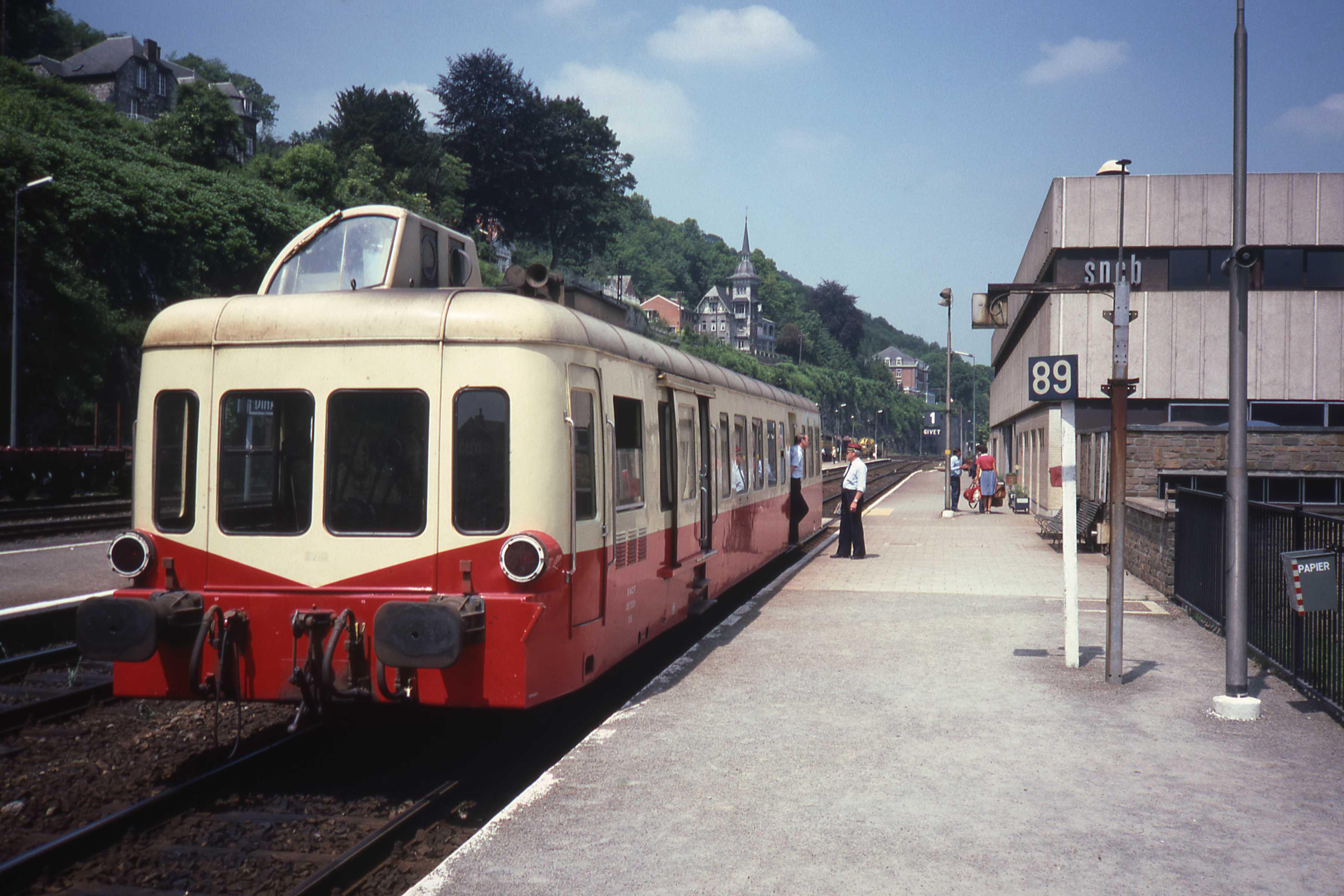
Het station in 1984 met een Franse motorwagen
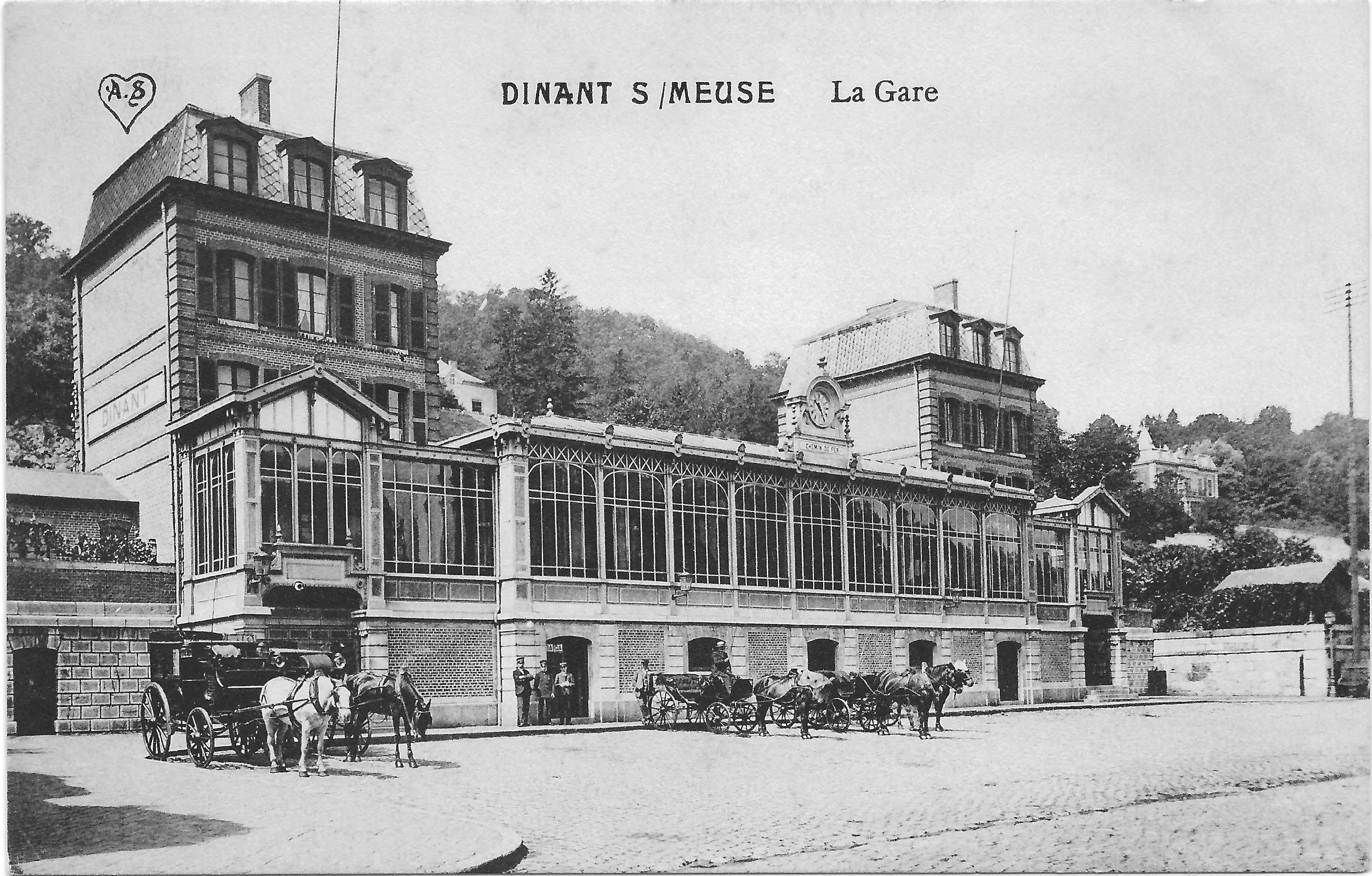
Het oorspronkelijk station met paardentaxi's
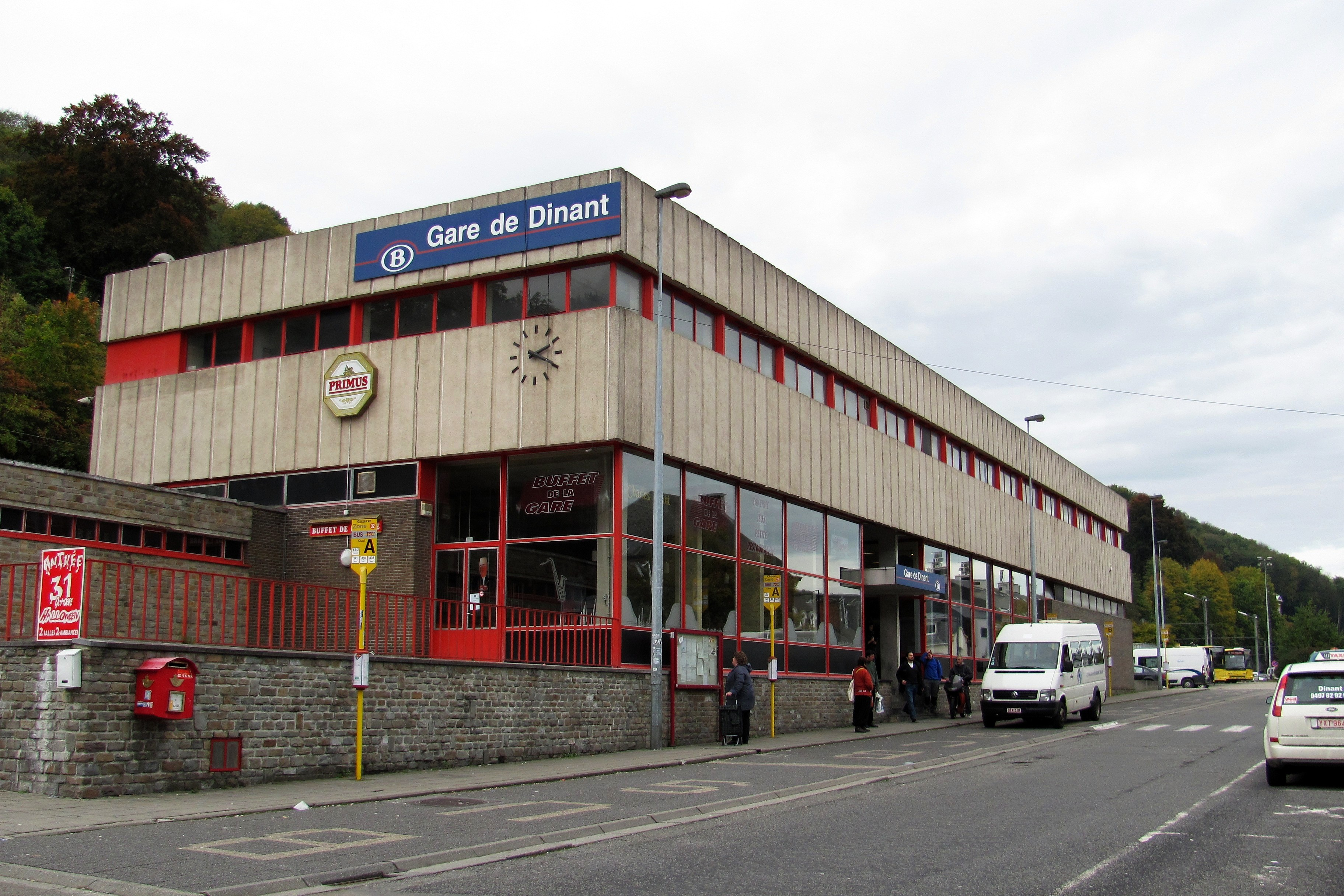
Het station (2010)

## Reizigerstellingen
De grafiek en tabel geven het gemiddeld aantal instappende reizigers weer op een week-, zater- en zondag.
| Tabel: aantal instappende reizigers station Dinant | Tabel: aantal instappende reizigers station Dinant | Tabel: aantal instappende reizigers station Dinant | Tabel: aantal instappende reizigers station Dinant |
|                                                    | Weekdag                                            | Zaterdag                                           | Zondag                                             |
| -------------------------------------------------- | -------------------------------------------------- | -------------------------------------------------- | -------------------------------------------------- |
| 1977                                               | 1 423                                              | 549                                                | 489                                                |
| 1978                                               | 1 446                                              | 594                                                | 427                                                |
| 1979                                               | 1 506                                              | 636                                                | 496                                                |
| 1980                                               | 1 370                                              | 483                                                | 521                                                |
| 1981                                               | 1 400                                              | 518                                                | 568                                                |
| 1982                                               | 1 450                                              | 778                                                | 571                                                |
| 1983                                               | 1 453                                              | 539                                                | 54                                                 |
| 1984                                               | 1 662                                              | 576                                                | 868                                                |
| 1985                                               | 1 727                                              | 710                                                | 863                                                |
| 1986                                               | 1 367                                              | 537                                                | 641                                                |
| 1987                                               | 1 701                                              | 503                                                | 595                                                |
| 1988                                               | 1 474                                              | 592                                                | 699                                                |
| 1989                                               | 1 464                                              | 567                                                | 782                                                |
| 1990                                               | 1 308                                              | 585                                                | 757                                                |
| 1991                                               | 1 666                                              | 688                                                | 698                                                |
| 1992                                               | 1 553                                              | 540                                                | 759                                                |
| 1993                                               | 1 506                                              | 772                                                | 828                                                |
| 1994                                               | 1 821                                              | 747                                                | 838                                                |
| 1995                                               | 1 575                                              | 712                                                | 964                                                |
| 1996                                               | 1 515                                              | 728                                                | 887                                                |
| 1997                                               | 1 354                                              | 740                                                | 964                                                |
| 1998                                               | 2 125                                              | 1 020                                              | 1 093                                              |
| 1999                                               | 1 481                                              | 696                                                | 860                                                |
| 2000                                               | 1 458                                              | 626                                                | 1 000                                              |
| 2001                                               | 1 698                                              | 894                                                | 1 117                                              |
| 2002                                               | 1 784                                              | 768                                                | 1 086                                              |
| 2003                                               | 1 359                                              | 1 002                                              | 1 115                                              |
| 2004                                               | 1 539                                              | 999                                                | 956                                                |
| 2005                                               | 1 461                                              | 912                                                | 1 258                                              |
| 2006                                               | 1 457                                              | 889                                                | 914                                                |
| 2007                                               | 1 527                                              | 933                                                | 1 134                                              |
| 2008                                               | -                                                  | -                                                  | -                                                  |
| 2009                                               | 1 685                                              | 938                                                | 1 274                                              |
| 2010                                               | -                                                  | -                                                  | -                                                  |
| 2011                                               | -                                                  | -                                                  | -                                                  |
| 2012                                               | 1 727                                              | 1 067                                              | 1 259                                              |
| 2013                                               | 2 033                                              | 1 051                                              | 1 101                                              |
| 2014                                               | 1 923                                              | 1 189                                              | 1 375                                              |
| 2015                                               | 1 409                                              | 825                                                | 932                                                |
| 2016                                               | 1 255                                              | 672                                                | 669                                                |
| 2017                                               | 1 320                                              | 737                                                | 860                                                |
| 2018                                               | 1 332                                              | 712                                                | 688                                                |
| 2019                                               | 1 107                                              | 403                                                | 458                                                |
| 2020                                               | 943                                                | 815                                                | 678                                                |
| 2021                                               | -                                                  | -                                                  | -                                                  |
| 2022                                               | 1 504                                              | 1 067                                              | 1 067                                              |
| 2021                                               | -                                                  | -                                                  | -                                                  |
| 2022                                               | 1 504                                              | 1 067                                              | 1 067                                              |
| 2023                                               | 1 286                                              | 768                                                | 823                                                |
| 2024                                               | 1 261                                              | 1 080                                              | 987                                                |

0,0: Tamines ·
2,7: Falisolle ·
5,6: Aisemont ·
10,5: Fosses-la-Ville ·
13,3: Bambois ·
17,4: Saint-Gérard ·
20,7: Mettet ·
24,3: Furneaux ·
25,3: Ermeton-sur-Biert ·
28,2: Maredret ·
29,8: Denée-Maredsous ·
31,3: Sosoye ·
32,8: Falaën ·
35,1: Haut-le-Wastia ·
37,4: Warnant ·
40,3: Anhée ·
41,4: Anhée-Jonction ·
Bouvignes-sur-Meuse ·
Dinant ·
Neffe ·
Anseremme ·
Walzin ·
Gendron-Celles ·
Château d'Ardenne ·
0,0: Houyet ·
3,7: Hour-Havenne ·
5,1: Wanlin ·
8,2: Vignée ·
11,1: Villers-sur-Lesse ·
15,3: Eprave ·
19,3: Rochefort ·
23,1: Jemelle
0,0: Namen ·
3,0: Jambes ·
4,8: Velaine ·
7,6: Dave-Nord ·
10,8: Tailfer ·
12,8: Profondeville ·
14,0: Lustin ·
17,0: Godinne ·
20,1: Yvoir ·
21,8: Houx ·
25,8: Bouvignes-sur-Meuse ·
28,0: Dinant ·
29,5: Neffe ·
36,4: Waulsort ·
36,4: Waulsort-Dorp ·
41,8: Hastière ·
44,2: Hermeton-sur-Meuse ·
46,1: Heer-Agimont